# 1613
Portal Geschichte | Portal Biografien | Aktuelle Ereignisse | Jahreskalender | Tagesartikel

◄ |
16. Jahrhundert |
17. Jahrhundert
| 18. Jahrhundert | ►

◄ |
1580er |
1590er |
1600er |
1610er
| 1620er | 1630er | 1640er | ►

◄◄ |
◄ |
1609 |
1610 |
1611 |
1612 |
1613
| 1614 | 1615 | 1616 | 1617 | ► | ►►
Staatsoberhäupter  · Nekrolog   · Musikjahr
| Januar | Januar | Januar | Januar | Januar | Januar | Januar | Januar |
| Kw     | Mo     | Di     | Mi     | Do     | Fr     | Sa     | So     |
| ------ | ------ | ------ | ------ | ------ | ------ | ------ | ------ |
| 1      |        | 1      | 2      | 3      | 4      | 5      | 6      |
| 2      | 7      | 8      | 9      | 10     | 11     | 12     | 13     |
| 3      | 14     | 15     | 16     | 17     | 18     | 19     | 20     |
| 4      | 21     | 22     | 23     | 24     | 25     | 26     | 27     |
| 5      | 28     | 29     | 30     | 31     |        |        |        |

| Februar | Februar | Februar | Februar | Februar | Februar | Februar | Februar |
| Kw      | Mo      | Di      | Mi      | Do      | Fr      | Sa      | So      |
| ------- | ------- | ------- | ------- | ------- | ------- | ------- | ------- |
| 5       |         |         |         |         | 1       | 2       | 3       |
| 6       | 4       | 5       | 6       | 7       | 8       | 9       | 10      |
| 7       | 11      | 12      | 13      | 14      | 15      | 16      | 17      |
| 8       | 18      | 19      | 20      | 21      | 22      | 23      | 24      |
| 9       | 25      | 26      | 27      | 28      |         |         |         |

| März | März | März | März | März | März | März | März |
| Kw   | Mo   | Di   | Mi   | Do   | Fr   | Sa   | So   |
| ---- | ---- | ---- | ---- | ---- | ---- | ---- | ---- |
| 9    |      |      |      |      | 1    | 2    | 3    |
| 10   | 4    | 5    | 6    | 7    | 8    | 9    | 10   |
| 11   | 11   | 12   | 13   | 14   | 15   | 16   | 17   |
| 12   | 18   | 19   | 20   | 21   | 22   | 23   | 24   |
| 13   | 25   | 26   | 27   | 28   | 29   | 30   | 31   |

| April | April | April | April | April | April | April | April |
| Kw    | Mo    | Di    | Mi    | Do    | Fr    | Sa    | So    |
| ----- | ----- | ----- | ----- | ----- | ----- | ----- | ----- |
| 14    | 1     | 2     | 3     | 4     | 5     | 6     | 7     |
| 15    | 8     | 9     | 10    | 11    | 12    | 13    | 14    |
| 16    | 15    | 16    | 17    | 18    | 19    | 20    | 21    |
| 17    | 22    | 23    | 24    | 25    | 26    | 27    | 28    |
| 18    | 29    | 30    |       |       |       |       |       |

| Mai | Mai | Mai | Mai | Mai | Mai | Mai | Mai |
| Kw  | Mo  | Di  | Mi  | Do  | Fr  | Sa  | So  |
| 18  |     |     | 1   | 2   | 3   | 4   | 5   |
| 19  | 6   | 7   | 8   | 9   | 10  | 11  | 12  |
| 20  | 13  | 14  | 15  | 16  | 17  | 18  | 19  |
| 21  | 20  | 21  | 22  | 23  | 24  | 25  | 26  |
| 22  | 27  | 28  | 29  | 30  | 31  |     |     |
| --- | --- | --- | --- | --- | --- | --- | --- |

| Juni | Juni | Juni | Juni | Juni | Juni | Juni | Juni |
| Kw   | Mo   | Di   | Mi   | Do   | Fr   | Sa   | So   |
| ---- | ---- | ---- | ---- | ---- | ---- | ---- | ---- |
| 22   |      |      |      |      |      | 1    | 2    |
| 23   | 3    | 4    | 5    | 6    | 7    | 8    | 9    |
| 24   | 10   | 11   | 12   | 13   | 14   | 15   | 16   |
| 25   | 17   | 18   | 19   | 20   | 21   | 22   | 23   |
| 26   | 24   | 25   | 26   | 27   | 28   | 29   | 30   |

| Juli | Juli | Juli | Juli | Juli | Juli | Juli | Juli |
| Kw   | Mo   | Di   | Mi   | Do   | Fr   | Sa   | So   |
| ---- | ---- | ---- | ---- | ---- | ---- | ---- | ---- |
| 27   | 1    | 2    | 3    | 4    | 5    | 6    | 7    |
| 28   | 8    | 9    | 10   | 11   | 12   | 13   | 14   |
| 29   | 15   | 16   | 17   | 18   | 19   | 20   | 21   |
| 30   | 22   | 23   | 24   | 25   | 26   | 27   | 28   |
| 31   | 29   | 30   | 31   |      |      |      |      |

| August | August | August | August | August | August | August | August |
| Kw     | Mo     | Di     | Mi     | Do     | Fr     | Sa     | So     |
| ------ | ------ | ------ | ------ | ------ | ------ | ------ | ------ |
| 31     |        |        |        | 1      | 2      | 3      | 4      |
| 32     | 5      | 6      | 7      | 8      | 9      | 10     | 11     |
| 33     | 12     | 13     | 14     | 15     | 16     | 17     | 18     |
| 34     | 19     | 20     | 21     | 22     | 23     | 24     | 25     |
| 35     | 26     | 27     | 28     | 29     | 30     | 31     |        |

| September | September | September | September | September | September | September | September |
| Kw        | Mo        | Di        | Mi        | Do        | Fr        | Sa        | So        |
| --------- | --------- | --------- | --------- | --------- | --------- | --------- | --------- |
| 35        |           |           |           |           |           |           | 1         |
| 36        | 2         | 3         | 4         | 5         | 6         | 7         | 8         |
| 37        | 9         | 10        | 11        | 12        | 13        | 14        | 15        |
| 38        | 16        | 17        | 18        | 19        | 20        | 21        | 22        |
| 39        | 23        | 24        | 25        | 26        | 27        | 28        | 29        |
| 40        | 30        |           |           |           |           |           |           |

| Oktober | Oktober | Oktober | Oktober | Oktober | Oktober | Oktober | Oktober |
| Kw      | Mo      | Di      | Mi      | Do      | Fr      | Sa      | So      |
| ------- | ------- | ------- | ------- | ------- | ------- | ------- | ------- |
| 40      |         | 1       | 2       | 3       | 4       | 5       | 6       |
| 41      | 7       | 8       | 9       | 10      | 11      | 12      | 13      |
| 42      | 14      | 15      | 16      | 17      | 18      | 19      | 20      |
| 43      | 21      | 22      | 23      | 24      | 25      | 26      | 27      |
| 44      | 28      | 29      | 30      | 31      |         |         |         |

| November | November | November | November | November | November | November | November |
| Kw       | Mo       | Di       | Mi       | Do       | Fr       | Sa       | So       |
| -------- | -------- | -------- | -------- | -------- | -------- | -------- | -------- |
| 44       |          |          |          |          | 1        | 2        | 3        |
| 45       | 4        | 5        | 6        | 7        | 8        | 9        | 10       |
| 46       | 11       | 12       | 13       | 14       | 15       | 16       | 17       |
| 47       | 18       | 19       | 20       | 21       | 22       | 23       | 24       |
| 48       | 25       | 26       | 27       | 28       | 29       | 30       |          |

| Dezember | Dezember | Dezember | Dezember | Dezember | Dezember | Dezember | Dezember |
| Kw       | Mo       | Di       | Mi       | Do       | Fr       | Sa       | So       |
| -------- | -------- | -------- | -------- | -------- | -------- | -------- | -------- |
| 48       |          |          |          |          |          |          | 1        |
| 49       | 2        | 3        | 4        | 5        | 6        | 7        | 8        |
| 50       | 9        | 10       | 11       | 12       | 13       | 14       | 15       |
| 51       | 16       | 17       | 18       | 19       | 20       | 21       | 22       |
| 52       | 23       | 24       | 25       | 26       | 27       | 28       | 29       |
| 1        | 30       | 31       |          |          |          |          |          |

| Januar | Januar | Januar | Januar | Januar | Januar | Januar | Januar |
| Kw     | Mo     | Di     | Mi     | Do     | Fr     | Sa     | So     |
| ------ | ------ | ------ | ------ | ------ | ------ | ------ | ------ |
| 1      |        | 1      | 2      | 3      | 4      | 5      | 6      |
| 2      | 7      | 8      | 9      | 10     | 11     | 12     | 13     |
| 3      | 14     | 15     | 16     | 17     | 18     | 19     | 20     |
| 4      | 21     | 22     | 23     | 24     | 25     | 26     | 27     |
| 5      | 28     | 29     | 30     | 31     |        |        |        |

| Februar | Februar | Februar | Februar | Februar | Februar | Februar | Februar |
| Kw      | Mo      | Di      | Mi      | Do      | Fr      | Sa      | So      |
| ------- | ------- | ------- | ------- | ------- | ------- | ------- | ------- |
| 5       |         |         |         |         | 1       | 2       | 3       |
| 6       | 4       | 5       | 6       | 7       | 8       | 9       | 10      |
| 7       | 11      | 12      | 13      | 14      | 15      | 16      | 17      |
| 8       | 18      | 19      | 20      | 21      | 22      | 23      | 24      |
| 9       | 25      | 26      | 27      | 28      |         |         |         |

| März | März | März | März | März | März | März | März |
| Kw   | Mo   | Di   | Mi   | Do   | Fr   | Sa   | So   |
| ---- | ---- | ---- | ---- | ---- | ---- | ---- | ---- |
| 9    |      |      |      |      | 1    | 2    | 3    |
| 10   | 4    | 5    | 6    | 7    | 8    | 9    | 10   |
| 11   | 11   | 12   | 13   | 14   | 15   | 16   | 17   |
| 12   | 18   | 19   | 20   | 21   | 22   | 23   | 24   |
| 13   | 25   | 26   | 27   | 28   | 29   | 30   | 31   |

| April | April | April | April | April | April | April | April |
| Kw    | Mo    | Di    | Mi    | Do    | Fr    | Sa    | So    |
| ----- | ----- | ----- | ----- | ----- | ----- | ----- | ----- |
| 14    | 1     | 2     | 3     | 4     | 5     | 6     | 7     |
| 15    | 8     | 9     | 10    | 11    | 12    | 13    | 14    |
| 16    | 15    | 16    | 17    | 18    | 19    | 20    | 21    |
| 17    | 22    | 23    | 24    | 25    | 26    | 27    | 28    |
| 18    | 29    | 30    |       |       |       |       |       |

| Mai | Mai | Mai | Mai | Mai | Mai | Mai | Mai |
| Kw  | Mo  | Di  | Mi  | Do  | Fr  | Sa  | So  |
| 18  |     |     | 1   | 2   | 3   | 4   | 5   |
| 19  | 6   | 7   | 8   | 9   | 10  | 11  | 12  |
| 20  | 13  | 14  | 15  | 16  | 17  | 18  | 19  |
| 21  | 20  | 21  | 22  | 23  | 24  | 25  | 26  |
| 22  | 27  | 28  | 29  | 30  | 31  |     |     |
| --- | --- | --- | --- | --- | --- | --- | --- |

| Juni | Juni | Juni | Juni | Juni | Juni | Juni | Juni |
| Kw   | Mo   | Di   | Mi   | Do   | Fr   | Sa   | So   |
| ---- | ---- | ---- | ---- | ---- | ---- | ---- | ---- |
| 22   |      |      |      |      |      | 1    | 2    |
| 23   | 3    | 4    | 5    | 6    | 7    | 8    | 9    |
| 24   | 10   | 11   | 12   | 13   | 14   | 15   | 16   |
| 25   | 17   | 18   | 19   | 20   | 21   | 22   | 23   |
| 26   | 24   | 25   | 26   | 27   | 28   | 29   | 30   |

| Juli | Juli | Juli | Juli | Juli | Juli | Juli | Juli |
| Kw   | Mo   | Di   | Mi   | Do   | Fr   | Sa   | So   |
| ---- | ---- | ---- | ---- | ---- | ---- | ---- | ---- |
| 27   | 1    | 2    | 3    | 4    | 5    | 6    | 7    |
| 28   | 8    | 9    | 10   | 11   | 12   | 13   | 14   |
| 29   | 15   | 16   | 17   | 18   | 19   | 20   | 21   |
| 30   | 22   | 23   | 24   | 25   | 26   | 27   | 28   |
| 31   | 29   | 30   | 31   |      |      |      |      |

| August | August | August | August | August | August | August | August |
| Kw     | Mo     | Di     | Mi     | Do     | Fr     | Sa     | So     |
| ------ | ------ | ------ | ------ | ------ | ------ | ------ | ------ |
| 31     |        |        |        | 1      | 2      | 3      | 4      |
| 32     | 5      | 6      | 7      | 8      | 9      | 10     | 11     |
| 33     | 12     | 13     | 14     | 15     | 16     | 17     | 18     |
| 34     | 19     | 20     | 21     | 22     | 23     | 24     | 25     |
| 35     | 26     | 27     | 28     | 29     | 30     | 31     |        |

| September | September | September | September | September | September | September | September |
| Kw        | Mo        | Di        | Mi        | Do        | Fr        | Sa        | So        |
| --------- | --------- | --------- | --------- | --------- | --------- | --------- | --------- |
| 35        |           |           |           |           |           |           | 1         |
| 36        | 2         | 3         | 4         | 5         | 6         | 7         | 8         |
| 37        | 9         | 10        | 11        | 12        | 13        | 14        | 15        |
| 38        | 16        | 17        | 18        | 19        | 20        | 21        | 22        |
| 39        | 23        | 24        | 25        | 26        | 27        | 28        | 29        |
| 40        | 30        |           |           |           |           |           |           |

| Oktober | Oktober | Oktober | Oktober | Oktober | Oktober | Oktober | Oktober |
| Kw      | Mo      | Di      | Mi      | Do      | Fr      | Sa      | So      |
| ------- | ------- | ------- | ------- | ------- | ------- | ------- | ------- |
| 40      |         | 1       | 2       | 3       | 4       | 5       | 6       |
| 41      | 7       | 8       | 9       | 10      | 11      | 12      | 13      |
| 42      | 14      | 15      | 16      | 17      | 18      | 19      | 20      |
| 43      | 21      | 22      | 23      | 24      | 25      | 26      | 27      |
| 44      | 28      | 29      | 30      | 31      |         |         |         |

| November | November | November | November | November | November | November | November |
| Kw       | Mo       | Di       | Mi       | Do       | Fr       | Sa       | So       |
| -------- | -------- | -------- | -------- | -------- | -------- | -------- | -------- |
| 44       |          |          |          |          | 1        | 2        | 3        |
| 45       | 4        | 5        | 6        | 7        | 8        | 9        | 10       |
| 46       | 11       | 12       | 13       | 14       | 15       | 16       | 17       |
| 47       | 18       | 19       | 20       | 21       | 22       | 23       | 24       |
| 48       | 25       | 26       | 27       | 28       | 29       | 30       |          |

| Dezember | Dezember | Dezember | Dezember | Dezember | Dezember | Dezember | Dezember |
| Kw       | Mo       | Di       | Mi       | Do       | Fr       | Sa       | So       |
| -------- | -------- | -------- | -------- | -------- | -------- | -------- | -------- |
| 48       |          |          |          |          |          |          | 1        |
| 49       | 2        | 3        | 4        | 5        | 6        | 7        | 8        |
| 50       | 9        | 10       | 11       | 12       | 13       | 14       | 15       |
| 51       | 16       | 17       | 18       | 19       | 20       | 21       | 22       |
| 52       | 23       | 24       | 25       | 26       | 27       | 28       | 29       |
| 1        | 30       | 31       |          |          |          |          |          |

## Ereignisse

### Politik und Weltgeschehen

#### Heiliges Römisches Reich
- Wolfgang Wilhelm, Thronfolger in Pfalz-Neuburg, heiratet in der Frauenkirche zu München Magdalene von Bayern und tritt heimlich zum katholischen Glauben über.

#### Skandinavien
- 20. Januar: Der Frieden von Knäred beendet den seit 1611 andauernden Kalmarkrieg zwischen Dänemark und Schweden. Schweden verliert das Baltikum und die Finnmark und zahlt eine Million Reichstaler, um die Festung Älvsborg behalten zu können.

#### Russland
- 21. Februar: In Russland wird Michail Fjodorowitsch Romanow, der einer nichtfürstlichen Bojarenfamilie entstammt, zum Zaren gewählt. Er wird zum Begründer der Dynastie Romanow. Damit endet die „Zeit der Wirren“ im Zarentum Russland. Michael I., der während seiner Wahl nicht in Moskau anwesend ist, wird am 13. März an seinem Aufenthaltsort, dem befestigten Ipatjew-Kloster bei Kolomna durch eine Delegation unterrichtet. Am 14. April nimmt er die Wahl an, trifft aber erst am 2. Mai in seiner künftigen Residenz in Moskau ein.
- 11. Juli: Michael I. wird in Moskau zum russischen Zaren gekrönt.

#### Europäische Kolonien in Asien
- 20. April: Der Niederländer Apollonius Schotte erobert erstmals die Festung auf Solor, den wichtigsten portugiesischen Stützpunkt auf den Kleinen Sunda-Inseln. Später im Jahr erobert Schotte auch einige Stützpunkte auf Timor.

#### Weitere Ereignisse in Asien
Anaukpetlun, König von Ava aus der Taungu-Dynastie erobert in dem Bemühen, sich zum Herrscher von ganz Birma zu machen, die Städte Pegu und Syriam. Als er sich danach nach Tavoy und Tenasserim wendet, die zu diesem Zeitpunkt siamesisch besetzte Gebiete sind, gerät er in Konflikt mit dem Königreich Ayutthaya. Ein weiterer Siamesisch-Birmanischer Krieg beginnt.

### Wissenschaft und Technik
- Die Universität in Córdoba im heutigen Argentinien wird durch die Jesuiten gegründet.
- Der flämische Jesuitenmönch, Mathematiker und Physiker Franciscus Aguilonius veröffentlicht sein sechsbändiges Hauptwerk Opticorum Libri Sex Philosophis Iuxta Ac Mathematicis Utiles, das unter anderem seine Farbenlehre enthält. Darin führt er unter anderem den optischen Begriff Horopter ein.
- Galileo Galilei beschreibt in seinen lettere solaris seine Beobachtung der Sonnenflecken und die Erkenntnis, dass die Sonne eine Eigenrotation besitzt.

### Kultur

#### Theater
- 29. Juni: Während einer der ersten Vorstellungen des Historiendramas Heinrich VIII. von William Shakespeare, das erst kurz zuvor seine Uraufführung hatte, fängt Shakespeares Theater, das erste Globe Theatre, Feuer und brennt bis auf die Grundmauern nieder.

#### Literatur

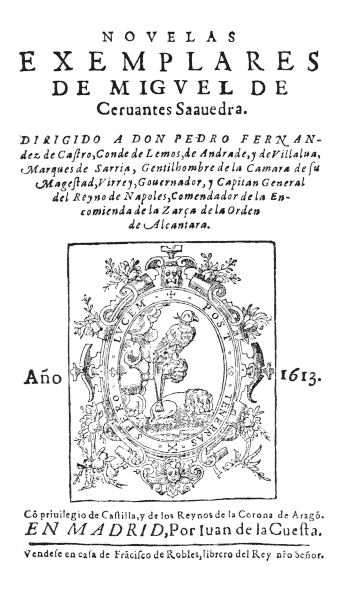
Titelblatt der Novelas ejemplares

### Religion
Nach einem weiteren Ausbruch der Pest in seinem Pfarrgebiet Fraustadt dichtet Pfarrer Valerius Herberger das geistliche Lied Valet will ich dir geben.

### Katastrophen
- 29. Mai: Schwere Gewitter lösen die Thüringer Sintflut aus. Die Naturunbilden sind für den Tod von 2.261 Menschen verantwortlich.

## Historische Karten und Ansichten

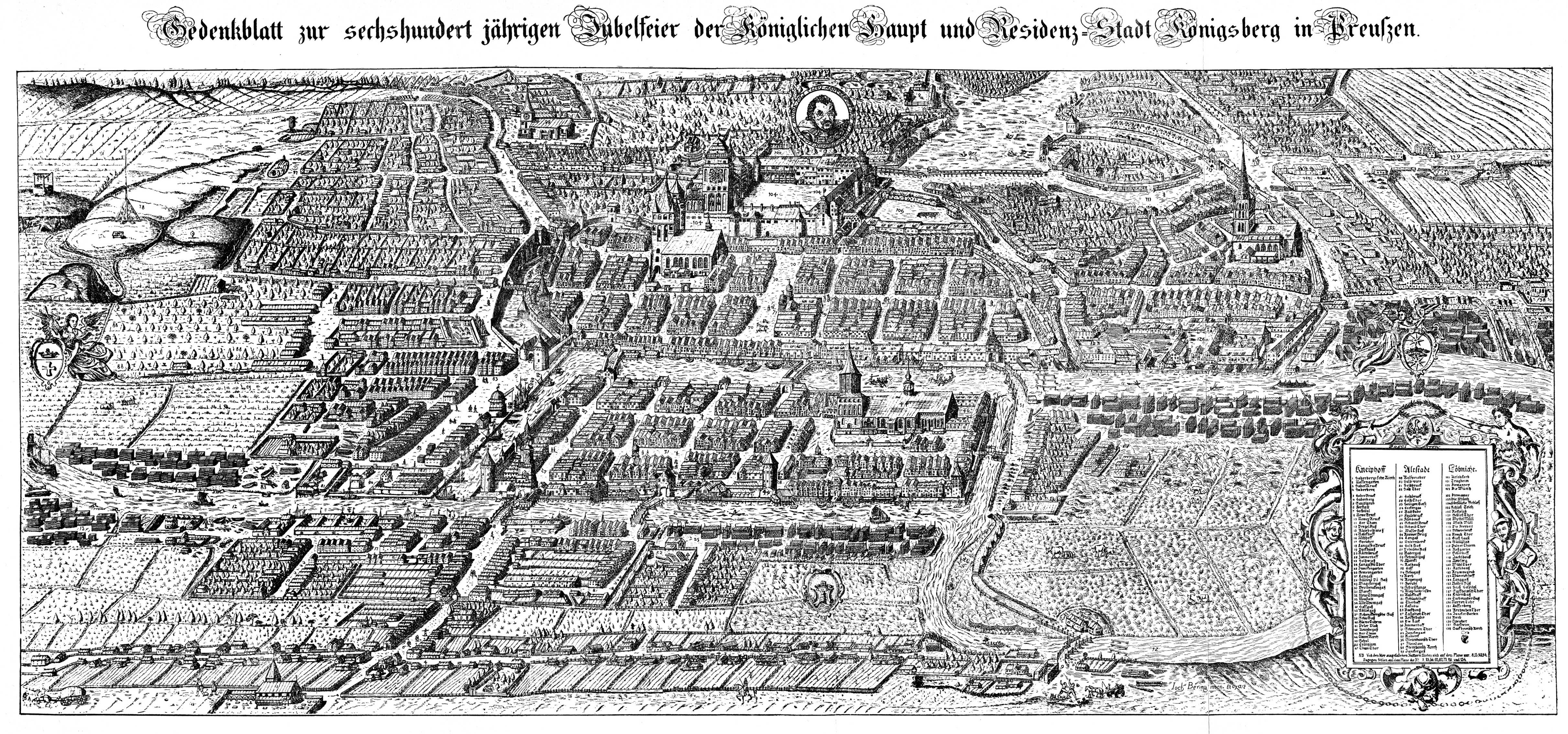
Königsberg 1613

## Geboren

### Erstes Halbjahr
- 01. Januar: Christoph Schlegel, deutscher lutherischer Theologe († 1678)
- 15. Januar: Giovanni Pietro Bellori, italienischer Antiquar, Bibliothekar, Kunst- und Antikensammler, Kunsttheoretiker und Kunsthistoriker († 1696)
- 26. Januar: Johann Jakob Wolleb der Ältere, Schweizer Organist und Theologe († 1667)
- 07. Februar: Giovanni Maria Bottalla, italienischer Maler († 1644)
- 07. Februar: Johannes Musaeus, deutscher evangelischer Theologe († 1681)
- 24. Februar: Mattia Preti, gen. Cavalier Calabrese, italienischer Maler († 1699)
- 01. März: Konrad Post, deutscher evangelischer Geistlicher († 1669)
- 12. März: André Le Nôtre, französischer Landschaftsarchitekt († 1700)
- 24. März: Antonia von Württemberg, Prinzessin von Württemberg, Literatin, Mäzenatin und christliche Kabbalistin († 1679)
- 29. März: Franz Jünger, Bürgermeister von Dresden (1679–1680) († 1680)
- 30. März: Johann Sebastian Mitternacht, deutscher Theologe, Rhetoriker, Pädagoge, Dramatiker und Barockdichter († 1679)
- 07. April: Gerard Dou, niederländischer Maler († 1675)
- 29. April: Christoph Bach, deutscher Musikant, Großvater von Johann Sebastian Bach († 1661)
- 04. Juni: Michael Conrad Hirt, deutscher Maler († 1671)
- 10. Juni: Johann Georg II., Kurfürst von Sachsen († 1680)
- 13. Juni: Johann Ernst von Hanau-Münzenberg-Schwarzenfels, Graf von Hanau-Münzenberg († 1642)
- 22. Juni: Lambert Pietkin, im Hochstift Lüttich wirkender Komponist und Organist († 1696)

### Zweites Halbjahr
- 05. Juli: Jean-François Nicéron, französischer Mathematiker und Physiker († 1646)
- 15. Juli: Gu Yanwu, chinesischer Universalgelehrter († 1682)
- 16. Juli: Alderano Cibo, italienischer Kardinal († 1700)
- 16. Juli: Elisabeth Louise Juliane von Pfalz-Zweibrücken, Äbtissin von Herford († 1667)
- 07. August: Wilhelm Friedrich, Graf von Nassau-Dietz, Statthalter von Friesland, Groningen und Drenthe († 1664)
- 13. August: Cornelis de Vlaming van Oudshoorn, Amsterdamer Regent († 1688)
- 20. August: Sophie Elisabeth von Mecklenburg, Herzogin von Braunschweig und Lüneburg und Fürstin von Braunschweig-Wolfenbüttel († 1676)
- 15. September: François de La Rochefoucauld, französischer Schriftsteller († 1680)
- 25. September: Claude Perrault, französischer Architekt, Kunsttheoretiker, Altphilologe, Mediziner und Naturwissenschaftler († 1688)
- 03. Oktober: Marion Delorme, französische Kurtisane († 1650)
- 13. Oktober: Karl Ferdinand Wasa, Herzog von Oppeln und Ratibor, Fürstbischof von Breslau († 1655)
- 18. Oktober: Johann Bernhard zur Lippe, Landesherr der Grafschaft Lippe-Detmold († 1652)
- 16. November: Friedrich, Fürst von Anhalt-Harzgerode († 1670)
- 24. November: Adrian Wilhelm von Viermund, Freiherr zu Neersen, deutscher General und Diplomat († 1681)
- 25. November: Philipp VII., Graf von Waldeck zu Wildungen und kaiserlicher Obrist († 1645)
- 05. Dezember: Carl Gustaf Wrangel, schwedischer Heerführer und Staatsmann († 1676)
- 15. Dezember: Georg Heß, deutscher Pädagoge († 1694)

### Genaues Geburtsdatum unbekannt
- Margaretha von Ahlefeldt, deutsche Priorin († 1681)
- Jacques d’Arthois, flämischer Landschaftsmaler († 1686)
- Luisa von Guzmán, portugiesische Adlige, Herzogin von Braganza und Königin von Portugal († 1666)
- Khushal Khan Khattak, paschtunischer Dichter († 1689)
- Jean de Montereul, französischer Diplomat und Mitglied der „Académie française“ († 1651)

## Gestorben

### Erstes Halbjahr
- 10. Januar: Katharina Güschen, Opfer der Hexenverfolgung in Lustheide
- 10. Januar: Christoph Andreas von Spaur, Bischof von Gurk und Bischof von Brixen (* 1543)
- 18. Januar: Regina Protmann, Gründerin des Katharinenordens und katholische Heilige (* 1552)
- 27. Januar: Anna von Sachsen, Herzogin von Sachsen-Coburg (* 1567)
- 16. Februar: Johannes Letzner, niedersächsischer Chronist (* 1531)
- 20. März: Georg IV. Ludwig, Landgraf von Leuchtenberg (* 1563)
- 24. März: Friedrich Taubmann, deutscher humanistischer Gelehrter und Dichter (* 1565)
- 27. März: Sigismund Báthory, Fürst von Siebenbürgen (* 1572)
- 09. April: Johannes Caselius, deutscher Humanist, Jurist und Philologe (* 1533)
- 24. April: Otto von Grünrade, deutscher evangelisch-reformierter Kirchenpolitiker (* 1545)
- 27. April: Augustin Rigobello, italienischer Steinmetzmeister und Bildhauer
- 01. Mai: Abraham II. von Dohna, schlesischer Adeliger und Staatsmann (* 1561)
- 05. Mai: Christoph Siegel, deutscher Unternehmer (* 1550)
- 18. Mai: Othmar Reiner, Bürgermeister von St. Gallen (* 1542)
- 08. Juni: Ludovico Cigoli, italienischer Poet, Maler, Bildhauer und Architekt (* 1559)

### Zweites Halbjahr
- 09. Juli: Jacob Spengler: Bürgermeister von St. Gallen (* 1537)
- 20. Juli: Heinrich Julius, Herzog von Braunschweig-Lüneburg (* 1564)
- 18. August: Giovanni Maria Artusi, italienischer Musiktheoretiker, Komponist und Schriftsteller (* um 1540)
- 23. August: Levin Buchius, deutscher Rechtsgelehrter (* um 1550)
- 08. September: Carlo Gesualdo, italienischer Fürst und Komponist (* um 1560)
- 22. September: Burkhard Leemann, Schweizer evangelischer Geistlicher und Antistes von Zürich (* 1531)
- 17. September: Elisabeth Droste zu Senden, Äbtissin im Stift Nottuln
- 28. September: Ernst von Brandenburg, Markgraf von Brandenburg (* 1583)
- 13. Oktober: Hermann Lersner, deutscher Rechtswissenschaftler und Hochschullehrer (* 1535)
- 27. Oktober: Gabriel Báthory, Fürst von Siebenbürgen (* 1589)
- 27. Oktober: Johann Bauhin, Schweizer Arzt und Botaniker (* 1541)
- 14. November: Theodor Adamius, deutscher Jurist und Hochschullehrer (* 1566)
- 14. November: Guillaume de Hautemer, französischer Adliger und Militär (* 1538)
- 22. November: Matthäus Enzlin, deutscher Jurist (* 1556)
- 06. Dezember: Anton Praetorius, reformierter Pfarrer, Kämpfer gegen Hexenprozesse und Folter (* 1560)
- 07. Dezember: Simon VI., Graf zur Lippe (* 1554)